# 島村洋子
島村 洋子（しまむら ようこ、1964年10月30日 - ）は、日本の小説家、エッセイスト。大阪府出身。帝塚山学院短期大学卒業。

## 来歴
証券会社勤務などを経て、1985年に「独楽」で第6回コバルト・ノベル大賞を受賞し作家デビュー。はじめ集英社コバルトシリーズを書いていたが、恋愛エッセイ、一般恋愛小説などを書くようになる。
大阪を舞台にした小説「家族善哉」が、2006年11月27日～2007年1月25日まで毎日放送製作TBS系列ドラマ30にて全40話でドラマが放送された。

## 作品リスト
- 『お化粧伝説』1-2　集英社文庫コバルト　1986-87
- 『雨のお嬢さまストリート』集英社文庫コバルト 1986
- 『オール・マイ・ラヴィング』集英社文庫コバルト　1986
- 『オール・マイ・ラヴィング Side B』集英社文庫コバルト　1987
- 『さよならオール・マイ・ラヴィング』集英社文庫コバルト 1987
- 『夢のおぼっちゃまミルキー・ウェイ』集英社文庫コバルト 1987
- 『抱きしめたい』集英社文庫コバルト 1988
- 『好きにならずにいられない』角川文庫　1988
- 『恋のお姫さまパラダイス』集英社文庫コバルト　1988
- 『初恋日記』集英社文庫コバルト 1988
- 『星のプリンス・サマービーチ』集英社文庫コバルト　1988
- 『あの娘におせっかい』集英社文庫コバルト 1989
- 『恋することのもどかしさ』角川文庫　1989
- 『いとしのレイラ』全3 集英社文庫コバルト 1989
- 『逢ったとたんに一目惚れ』角川文庫　1989
- 『ほいでもってデブゴン』集英社文庫コバルト　1989
- 『迷子たちの島』集英社 1990
- 『その時ハートは盗まれた』全3冊 集英社 コバルト文庫 1990-91
- 『ただ愛してる』大和書房 1991
- 『好きで、たまらない』大和書房 1991  のち角川文庫
- 『ばんぱいあ』小学館(パレット文庫)　1992
- 『シャンプー』マガジンハウス 1992  のち幻冬舎文庫
- 『あなただけ』大和書房 1992
- 『愛したりない』マガジンハウス 1992  のち幻冬舎文庫
- 『素敵な女の子になるヒント 美人案内講座』ポプラ社(ジュニアメッセージ文庫) 1993
- 『もう一度,聴かせて』大和書房 1993  のち双葉文庫
- 『ヨメにいく私』扶桑社(ドンナ・コレクションズ) 1993
- 『せずには帰れない』双葉社 1993  のち文庫
- 『美人物語』集英社 1993  のち光文社文庫
- 『それでも地球はまわってる 恋愛相談のつもり』大和書房 1993 「ゼンギなき戦い」廣済堂文庫
- 『ぽち』実業之日本社 1993
- 『不思議な体験、したかった。』扶桑社(ドンナ・コレクションズ) 1994
- 『誘惑術』実業之日本社 1994  のち福武文庫
- 『ひみつの花園』角川書店 1994  「壊れゆくひと」文庫
- 『家ではしたくない』双葉社 1994  のち文庫
- 『マイルストーン めざめるまでに』中央公論社 1994  のちぶんか社文庫
- 『ポルノ』中央公論社 1995 「ポルノグラフィカ」文庫
- 『ひとりぽっち』東京書籍 1995 「こんなにもひとりぽっち」角川文庫
- 『恋のバスタブ・リッシュ』扶桑社(お風呂で読むバス・タイム・ブック・シリーズ) 1996
- 『スジガネ入りのお姫サマになる方法』大和出版 1996 「王子様、いただきっ!」角川文庫
- 『犬がいるから、だいじょうぶ 「いつだって味方だよ」と目で語る』大和出版 1996  のち新潮文庫
- 『月下氷人』中央公論社 1997
- 『へるもんじゃなし』双葉社 1998  のち文庫
- 『アレの続き。』双葉社 1999  のち文庫
- 『ビューティフル』幻冬舎 1999  のち文庫
- 『源氏物語』紫式部原著 双葉社 2000
- 『てなもんやシェイクスピア』東京書籍 2000
- 『しようよ。』イースト・プレス 2000  のち光文社文庫
- 『色ざんげ』新潮社 2001  のち中公文庫
- 『メロメロ』双葉社 2001
- 『恋愛のすべて。』集英社 2001  のち文庫
- 『家族善哉』講談社 2002  のち文庫
- 『こんどの恋は逃さない』大和出版 2002 「こんどこそ好きといおう」ぶんか社文庫
- 『タスケテ･･･』角川ホラー文庫、2002
- 『惚れたが悪いか』小学館 2003  のち文庫
- 『ココデナイドコカ 祥伝社 2003  のち文庫
- 『ブスの壁』双葉文庫　2004
- 『あんたのバラード』光文社 2004  のち文庫
- 『恋ひらり』光文社 2005
- 『ザ・ピルグリム』中央公論新社 2005
- 『恋って恥ずかしい 家族善哉2』講談社文庫　2006
- 『「不道徳」恋愛講座』中公新書ラクレ　2007
- 『「品格バカ」が多すぎる』ヴィレッジブックス新書　2008
- 『愛されなさい』講談社、2010
- 『せずには帰れないリプライズ 未必の恋』双葉社　2010
- 『野球小僧』講談社 2012

## 注
1. ↑  『文藝年鑑 2008』日本文藝家協会編